# 15294 Underwood
15294 Underwood este un asteroid din centura principală de asteroizi.

## Descriere
15294 Underwood este un asteroid din centura principală de asteroizi. A fost descoperit pe 7 noiembrie 1991 la Observatorul Palomar de Carolyn S. Shoemaker și David H. Levy. Asteroidul prezintă o orbită caracterizată de o semiaxă mare de 2,16 ua, o excentricitate de 0,18 și o înclinație de 3,6° în raport cu ecliptica.